# Кузнецов, Евгений Николаевич (футболист)
Евге́ний Никола́евич Кузнецо́в (2 декабря 1983, Горький) — российский футболист, полузащитник.

## Карьера
В 1999—2004 годах играл в «Электронике», дубле московского «Динамо», «Черноморце». Летом 2004 года пополнил ряды клуба «Луч-Энергия». 16 января 2009 года стало известно, что Евгений подписал контракт с «Шинником». 15 декабря перешёл в нижегородскую «Волгу», в которой начинал свою профессиональную карьеру; после чего пополнил ряды «Балтики». 1 декабря 2011 года подписал контракт с «Химками». С 2013 года защищал цвета «Факела». Последний клуб — пензенский «Зенит».
В Премьер-лиге провёл 27 игр.

## Достижения
- Победитель Первого дивизиона: 2005
- Финалист Кубка Премьер-лиги: 2003